# Jürgen Moltmann
Jürgen Moltmann (* 8. aprila 1926, † 3. junija 2024) je nemški kalvinistični teolog in profesor sistematične teologije, ki je prispeval k številnim področjem krščanske teologije, vključno s sistematično teologijo, eshatologijo (=nauk o zadnjih ciljih življenja in sveta, o poslednjih stvareh, to je o smrti oziroma koncu ter sodbi in končni usodi človeka in sveta), politično teologijo, kristologijo in teologijo ustvarjanja.
Rodil se je v Hamburgu. Moltmann je odraščal v neverni družini. Kot najstnik je idealiziral Alberta Einsteina in želel študirati matematiko, ampak so ga leta 1944 vpoklicali v vojsko. Kot pomočnik vojnega letalstva je ob koncu druge svetovne vojne prišel v britansko ujetništvo. Kot ujetnik je po lastnih besedah našel pot h krščanski veri in tam tudi začel študij evangeličanske teologije, ki ga je od leta 1948 dalje nadaljeval na univerzi v Göttingenu. Med študijem so imeli nanj velik vpliv Hans Joachim Iwand, Gerhard von Rad ter predvsem Otto Weber, pri komer je tudi spisal disertacijo o nauku predestinacije Moysea Amyrauta. Od leta 1952 je bil pastor v bremenskem okraju Wasserhorst, kjer je opravljal tudi funkcijo študentskega duhovnika. Leta 1957 je habilitiral s temo Christopha Petzla in postal profesor na cerkveni visoki šoli v Wuppertalu. Leta 1963 je odšel predavat na univerzo v Bonnu. Od leta 1967 do svoje emeritacije leta 1994 je deloval kot profesor sistemske teologije na Eberhard-Karlovi univerzi v mestu Tübingen.
Med letoma 1952 in 2016 je bil poročen s  feministično teologinjo Elisabeth Moltmann-Wendel.
Moltmann se je štel za levičarskega progresista. Dejal je: Ko sta v povojnem času Adenauer in Dibelius vzpostavila staro razmerje med državo in cerkvijo, ki leta 1933 niso zaustavile Hitlerja, sem se priključil političnim ter cerkvenim in kritičnim skupinam, ki so nadaljevale delo Izpovedujoče Cerkve. Od leta 1978 dalje je bil član krščanske mirovne konference. Med letoma 1963 in 1983 je bil član komisije za vero ter cerkveno ureditev, med letoma 1977 in 1993 pa predstojnik združenja za evangeličansko teologijo. Leta 1964 je izšlo njegovo delo Teologija upanja, ki mu je prislužilo mednarodni ugled. Leta 1972 je izšla njegova knjiga Križani Bog, v kateri je omenjen trinitarizem, leta 1975 pa Cerkev in moč duha, v kateri je pisal o cerkvi kot skupnosti, združeni v Jezusovem duhu. Čeprav so nastale posamično, omenjene tri knjige pogosto štejemo za trilogijo, ki iz zornega obravnava isto temo (velika noč) in pod drobnogled vzame celotno krščansko teologijo. Skupaj s teologom Pinchasom Lapidom je objavil dva dialoga, prvega na temo razmerja med monoteizmom in naukom Svete trojice (1979) ter drugega na temo cerkve v Izraelu (1980). Med letoma 1980 in 1995 so izšli v petih delih njegovi Sistematični prispevki k teologiji, v katerih se je ponovno posvetil celotni cerkveni dogmatiki:
- Trinität und Reich Gottes. Zur Gotteslehre, München 1980
- Gott in der Schöpfung. Ökologische Schöpfungslehre, München 1985
- Der Weg Jesu Christi. Christologie in messianischen Dimensionen, München 1989
- Der Geist des Lebens. Eine ganzheitliche Pneumatologie, München 1991
- Das Kommen Gottes. Christliche Eschatologie, München 1995
- Erfahrungen theologischen Denkens,1999
Poleg vseh zgoraj naštetih del je leta 2006 izdal tudi avtobiografijo z naslovom Weiter Raum,ter več sestavkov za zbornike. 
Številna njegova dela so bila prevedena, med drugim v angleščino, španščino, nizozemščino, portugalščino, poljščino, italijanščino, japonščino in korejščino. Moltmann se je vedno štel za politično odgovornega misleca, v smislu teologije Johanna Baptista Metza, čigar dela so vplivala tudi na Moltmannovo Teologijo upanja. Meni, da tisti, ki le upa, pravzaprav ne more mirno spati, pač pa se mora nečesa zares lotiti. V tem smislu je Moltmann aktiven in osveščen.

Leta 1987 je bil Moltmann nagrajen s teološko nagrado okraja Sexau, 1994 z nagrado Ernsta Blocha in leta 2000 z Grawemayerjevo nagrado za religijo. V letih 1984/85 je predaval na Giffordovih predavanjih v Edinburghu leta 2000 pa je od premierja Erwina Teufla prejel medaljo za zasluge zvezne dežele Baden-Württemberg.
Na svoj 80. rojstni dan je od takratnega ortodoksnega nadškofa in metropolita Moldavije in Bukowine, Daniela Ciobotea, prejel odlikovanje moldavski križ. 15 univerz mu je podelilo tudi častni doktorat.
Jürgen Moltmann je bil mentor pri številnih disertacijah in habilitacijah. Med njegove nekdanje učence sodijo med drugim tudi:
-Michael Welker
-Peter Zimmerling
-Miroslav Volf
-Gerhard Marcel Martin
Njegovi asistenti na tübingenški univerzi so bili:
- Karl-Adolf Bauer
- Gerhard Marcel Martin
- Reiner Strunk
- Rudolf Weth
Moltmann je razvil obliko teologije osvoboditve, ki temelji na stališču, da Bog trpi s človeštvom, obenem pa obljublja človeštvu boljšo prihodnost z upanjem na vstajenje, ki ga je označil kot "teologijo upanja". Veliko njegovih del temelji na razvoju posledic teh idej za različna področja teologije. Moltmann je postal znan po razvoju oblike družbenega trinitarizma. Trinitarizem je svetopisemski nauk, da je Bog troedin in da se je razodel kot tri enakovredne, večno sobivajoče osebe.

## DELA:
```
- Mensch : christliche Anthropologie in den Konflikten der Gegenwart -1971
```

```
- Kirche in der Kraft des Geistes. Ein Beitrag zur messianischen Ekklesiologie - 1975
```

```
- Wer ist der "Mensch"? - 1975
```

```
- Trinität und Reich Gottes: Zur Gotteslehre - 1980
```

```
- Politische Theologie - politische Ethik - 1984
```

```
- Gott in der Schöpfung : ökologische Schöpfungslehre - 1985
```

```
- Der Weg Jesu Christi : Christologie in messianischen Dimensionen - 1989
```

```
- Gott im Projekt der modernen Welt : Beiträge zur öffentlichen Relevanz der Theologie - 1990
```

```
- Das kommen Gottes : christische Eschatologie - 1995
```

```
- Wer ist Christus für uns heute? - 1996
```

### Prevedena v slovenščino:
- Novi življenjski slog : koraki k občestvu - 1984
- Kaj nam Kristus pomeni danes? - 1996
```
•	Richard Bauckham: The Theology of Jürgen Moltmann. T&T Clark: Edinburgh 1995.
```

```
•	Miroslav Volf (Hrsg.): The Future of Theology: Essays in Hon-our of Jürgen Moltmann. Eerdmans: Grand Rapids (MI), 1996.
```

```
•	Geiko Müller-Fahrenholz: Phantasie für das Reich Gottes: die Theologie Jürgen Moltmanns, eine Einführung. Gütersloh 2000
```

```
•	Geiko Müller-Fahrenholz: Jürgen Moltmann. In der Befreiungs-geschichte Gottes. In: Carsten Barwasser (Hrsg.): Theologien der Gegen-wart. Eine Einführung. Darmstadt 2006, S. 159–178
```

```
•	Michael Welker, Miroslav Volf (Hrsg.): Der lebendige Gott als Trinität: Jürgen Moltmann.
```

```
•	Jürgen Moltmann, Eckart Löhr: Hoffnung für eine unfertige Welt. Jürgen Moltmann im Gespräch mit Eckart Löhr. Patmos Verlag, Ost-fildern 2016.
```